# Solidarnost - za pravično družbo
Stranka Solidarnost, za pravično družbo (krajše Solidarnost) je politična stranka v Sloveniji. Strankino predsedstvo, izvoljeno na ustanovnem kongresu decembra 2013, sestavljajo sociologinja Marina Tavčar Krajnc, filozof Uroš Lubej in sociolog Damjan Mandelc.

## Zgodovina

### Ustanovitev
Stranka Solidarnost, za pravično družbo se je razvila iz pobude nekaterih članov civilnodružbenih gibanj, med drugim Odbora za pravično in solidarno družbo, Vseslovenske ljudske vstaje in Mreže za neposredno demokracijo, da je treba ustvariti politični subjekt, utemeljen na socialni pravičnosti in družbeni solidarnosti, pa tudi na zahtevi ljudskih množic v Sloveniji po prenovi politike, izraženih v protestniškem gibanju leta 2012 in kasneje. Ustanovni kongres stranke je bil 14. decembra 2013 v Ljubljani.

### Evropske volitve 2014
Na prvih volitvah, na katerih je nastopila, na volitvah v Evropski parlament leta 2014, stranka ni dobila nobenega mandata, saj je v Sloveniji prejela le 1,67 % glasov.

## Cilji
V stranki poudarjajo, da želi biti alternativa neoliberalni ideologiji, zavračajo poglabljanje razlik v bogastvu in družbeni moči. V preambuli k svojemu programu  so zapisali, da sledijo dvema ciljema:
- Prizadevanje za demokracijo in zoperstavljanje avtoritarnemu načinu vladanja, ki se ciklično ponavlja v kratkem obdobju samostojne slovenske države in se kaže z zmanjševanjem državljanskih svoboščin, kršenjem človekovih pravic, odpravljanjem laične države, zgodovinskim revizionizmom, revanšizmom, izključevalnostjo, nepotizmom in korupcijo. Zato sledimo volji državljank in državljanov in zahtevi po več neposredne demokracije in večjem nadzoru politike, ki jo želimo vrniti ljudem.

- Graditev solidarnosti in socialne pravičnosti kot alternative neoliberalni ideologiji, ki ji ne gre le za svobodno delovanje trga in pošteno tekmovalnost, temveč ščiti obstoječa družbena razmerja in enosmerno kopičenje bogastva. To največkrat ni posledica sposobnosti in konkurenčnosti, temveč obstoječe in podedovane porazdelitve bogastva, moči in privilegijev, in se kaže v poglabljanju prepada med bogato manjšino in revno večino, v uničevanju socialne države in v privatizaciji javne lastnine. Solidarnost razumemo kot do danes neuresničeno tretjo idejo francoske revolucije: bratstva, brez katere je tudi uresničitev prvih dveh - svobode in enakosti - zgolj formalna.